# Alfredo Espinosa Oribe
Alfredo Espinosa Oribe (Bilbao, 6 de setembre de 1903 - Vitòria, 26 de juny de 1937) fou un metge i polític basc.

## Biografia
Es llicencià en medicina per la Universitat de San Carlos de Madrid en 1926, participà en les lluites estudiantils contra la Dictadura de Primo de Rivera i en la fundació en 1929 del Partit Republicà Radical Socialista, i en proclamar-se la Segona República Espanyola tornà a Bilbao i va ser responsable de l'àrea de radiologia de l'Hospital Civil de Basurto.
A part de la seva labor professional, Espinosa va ser molt actiu en els cercles republicans de la política biscaïna. Escollit regidor de l'ajuntament de Bilbao el 12 d'abril de 1931 en les llistes de la Conjunció Republicano-Socialista. Amb l'adveniment de la República va ser nomenat membre de la comissió gestora de la Diputació de Biscaia. Més tard va ser Governador Civil de Burgos i de Logronyo. Amb la constitució d'Unió Republicana, en 1934, Espinosa va ser escollit el seu president en Biscaia. En esclatar la Guerra Civil, va ser nomenat comissari de Comunicacions en la Junta de Defensa de Biscaia creada a l'agost de 1936. Després de l'aprovació de l'Estatut d'Autonomia, Espinosa es va integrar al govern presidit per José Antonio Aguirre, com a conseller de Sanitat.
Durant el breu període del seu mandat (octubre de 1936 - juny de 1937) i malgrat el cada vegada més reduït territori sobre el que exercia la seva administració el Govern d'Euzkadi, va consagrar els seus esforços a millorar les condicions de la població que sofria la guerra. Es va fer càrrec de la Creu Roja al País Basc, va promoure la higiene rural i va organitzar l'assistència social a refugiats i fills de milicians morts, mitjançant la creació de fundacions benèfiques. Va promoure també la creació de la facultat de Medicina en la Universitat Basca, creada pel Govern Basc, a l'Hospital de Basurto. També es va significar en la prevenció de la repressió arbitrària.
Al juny de 1937, viatjava amb avió des de Tolosa de Llenguadoc cap a Santander, on s'havien retirat les restes de l'Exèrcit Basc, però l'aparell va aterrar a la platja de Zarautz, per traïció del seu pilot. Les autoritats franquistes el van detenir i van traslladar a la presó de Vitòria. Allí va ser jutjat sumàriament i condemnat a mort per "adhesió a la rebel·lió", sent executat el 24 de juny de 1937, l'endemà passat de ser detingut.